# 10104 Hoburgsgubben
10104 Hoburgsgubben eller 1992 EY9 är en asteroid i huvudbältet som upptäcktes den 2 mars 1992 i samband med det svenska projektet UESAC. Den fick den preliminära beteckningen 1992 EY9 och namngavs senare efter den kända rauken Hoburgsgubben på södra Gotland.
Hoburgsgubbens senaste periheliepassage skedde den 30 juni 2021.[Uppdatering behövs] Dess rotationstid har beräknats till 9,40 timmar.